# Stapleton (Cumbria)
Stapleton è un villaggio e parrocchia civile dell'Inghilterra, appartenente alla contea della Cumbria.